# Oscar García
Oscar García (nascido em 13 de setembro de 1941) é um ex-ciclista olímpico argentino. García representou sua nação na prova de velocidade nos Jogos Olímpicos de Verão de 1964, em Tóquio.